# 크랜필드 대학교
크랜필드 대학교(Cranfield University)는 과학, 공학, 디자인, 기술, 경영을 전문으로 하는 영국의 공립 연구형 대학이다. 1946년에 'College of Aeronautics'(CoA)라는 교명으로 설립되었다. 1950년대와 1960년대 들어 항공기 개발 연구가 성장하면서 1967년 제조 및 경영 등의 다른 분야로 다원화되었으며 크랜필드 경영대학원이 설립되었다. 1969년, 교명이 크랜필드 공과대학(Cranfield Institute of Technology)으로 변경되었다. 1993년에 현재의 교명 '크랜필드 대학교'가 채택되었다.
2개의 캠퍼스가 있다. 메인 캠퍼스는 베드퍼드셔주 크랜필드에 있으며 다른 하나는 옥스퍼드셔주 남서부 셔벤엄의 영국 디펜스 아카데미에 있다.